# Comté de Mifflin
Le comté de Mifflin est situé dans l’État de Pennsylvanie, aux États-Unis. Il compte 46 143 habitants en 2020. Son siège est Lewistown et son nom vient de Thomas Mifflin, premier gouverneur de Pennsylvanie. 

## Démographie
| Groupe            | Comté de Mifflin | Pennsylvanie | États-Unis |
| ----------------- | ---------------- | ------------ | ---------- |
| Blancs            | 94               | 73,5         | 58         |
| Latino-Américains | 2,1              | 8,1          | 19         |
| Afro-Américains   | 0,75             | 10,5         | 12,1       |
| Asiatiques        | 0,3              | 3,4          | 6,2        |
| Métis             | 2,5              | 3,3          | 4,1        |
| Autres            | 0,2              | 0,4          | 0,5        |
| Amérindiens       | 0,1              | 0,1          | 0,9        |
| Océano-américains | 0                | 0,02         | 0,2        |
| Total             | 100              | 100          | 100        |

## Personnalités liées au comté
- Cornelia Brierly (1913-2012) est une architecte américaine